# Wolfgang Mürmann

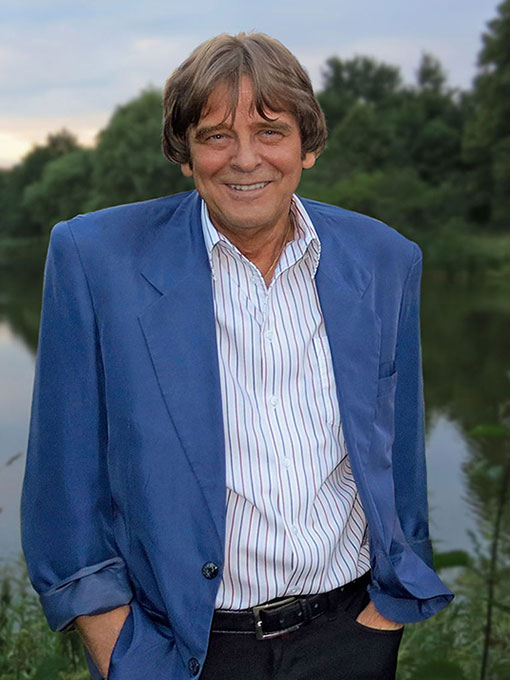
Wolfgang Mürmann (2012)

Wolfgang Mürmann (* 15. September 1944 in Hützel, Lüneburger Heide; † 1. Juli 2018) war ein deutscher Liedtexter, Komponist, Autor und Musikproduzent.

## Beruflicher Werdegang
Im Alter von fünfzehn Jahren brach Wolfgang Mürmann den ihm verordneten klassischen Klavier- und Geigenunterricht ab, um seiner stärkeren Neigung zu Rock- und Popmusik zu folgen. Er begann erste Musiken und Texte zu schreiben und wurde 1963 Leadsänger und Gitarrist der Hamburger Rockband The Rangers, mit der er u. a. auch im legendären Hamburger Star-Club auftrat. Als sich die Gruppe 1966 auflöste, hatte er bereits Kontakt zur Philips Schallplattengesellschaft, die ihn als deutschsprachigen Interpreten unter Vertrag nahm. Zwischen 1967 und 1975 veröffentlichte er elf Singles unter den Pseudonymen Mano, Wolfgang Jade und Peter & Wolf. Erfolgreichster Titel war Besucht mich mal auf meinem Baum, den er 1974 in der ZDF-Hitparade und in Ilja Richters ZDF-Fernsehsendung disco vorstellte.
Mürmanns Liedtexter-Karriere begann 1971 mit einem deutschen Text des Folk-Songs Stop! I Don’t Wanna Hear It Anymore der US-amerikanischen Sängerin und Songwriterin Melanie Safka, den er unaufgefordert schrieb und an den deutschen Musikverlag der Sängerin schickte. Wenig später veröffentlichte die Hamburger Schallplattenfirma Philips tatsächlich seinen Text Oh, Stop! Lasst uns Freunde werden, mit der rumänischen Sängerin Pompilia.
Ein Jahr später wurde der Hamburger Komponist und Arrangeur Hans-Georg Moslener Produzent des Wolfgang Jade-Projektes. Er komponierte die Musiken, Mürmann schrieb fast alle Texte dazu. Aus dieser engen Zusammenarbeit entwickelte sich im Laufe der Zeit ein gefragtes Autorenteam, das bald auch für viele andere Interpreten arbeitete. Es lieferte u. a. für den deutschen Grand Prix Vorentscheid 1976 den Beitrag Du machst Karriere mit Lena Valaitis und wurde 1978 von den Juroren mit den Titeln Louisiana, (Jonny Hill) und Männer wie du, (Helena), gleich mit zwei Beiträgen in den Kreis der fünfzehn Grand Prix-Bewerber gewählt. Mürmann steuerte als dritten Text-Beitrag außerdem Komm und bleib die Nacht bei mir (Albatros), bei. Der Erfolg fiel mit den Platzierungen 8, 10 und 12 allerdings eher mäßig aus. Dafür wurde das Team Moslener/Mürmann 1980 für den Song Sieben schwarze Rosen, den es für Nana Mouskouri geschrieben hatte, mit einer Goldenen Schallplatte für 250.000 verkaufte Tonträger des gleichnamigen Albums der Griechin ausgezeichnet.
Für die Coverversion des Songs Ding-A-Dong, mit dem die niederländische Band „Teach-In“ den 20. Eurovision Song Contest 1975 in Stockholm gewonnen hatte, schrieb Mürmann die deutsche Textversion.
1977 begann die Zusammenarbeit mit Musikproduzent und Autor Jimmy Bowien, für dessen Künstlerin Daliah Lavi er als Texter an diversen Alben und Singles mitarbeitete und für sie u. a. Du bist mein Problem schrieb. Auch für die Bowien-Produktionen mit Karel Gott, Wencke Myhre und Margot Werner steuerte Mürmann in den folgenden Jahren regelmäßig Texte bei. Leo Leandros holte Mürmann als Texter für das Freddy Quinn Album Du hast mein Wort und für Tochter Vicky Leandros textete er u. a. Kinder der Sonne, Gute Reise Mon Amour und Ich bin für dich da. Mit dem Komponisten und Produzenten Klaus Munro schrieb Mürmann ein Dutzend Titel für Roger Whittaker. Darunter Charlie Mahon, Die Lüge, die man Freiheit nennt und Von Dover nach Calais. Im Laufe der Jahre verfasste Mürmann mehr als sechshundert Texte für nationale und internationale Künstler wie Mireille Mathieu, Julio Iglesias, Ivan Rebroff und Demis Roussos. Zu seinen Arbeiten gehören unter anderem Blue Bayou (Paola), Nur Sieger steh’n im Licht (Marianne Rosenberg) oder Keep Smiling (Wencke Myhre).
Zwischen 1980 und 1996 komponierte und produzierte Mürmann außerdem unter dem Pseudonym Mike Moore Company und unter eigenem Namen, siebzehn LP/CDs mit Instrumentalmusik für den Selected Sound Musikverlag/EMI, die international veröffentlicht wurden.
Ab 1995 folgten elf Buchprojekte mit pointierten Kurzgeschichten und Cartoons in Zusammenarbeit mit dem Zeichner Lutz Nosofsky. Die Buchreihen mit den Titeln … dumm gelaufen und Trostpflaster sind im Tomus Verlag, München, erschienen.
Wolfgang Mürmann war seit 1974 mit der Musikverlegerin Barbara Mürmann verheiratet und lebte in Hamburg.

## Diskografie (Komponist)

### Alben
- 1980 Sundrops
- 1981 Stop Talking
- 1982 Midnight Roller
- 1983 Rainbow Session
- 1984 Livin’ In Action
- 1985 Sound Fighters
- 1986 Sounds Of Live
- 1987 Movies
- 1988 Story Boards
- 1989 Hot Vision
- 1990 No Words
- 1991 Heartbeat
- 1992 Ballads
- 1993 Rock Ballads
- 1994 Mother Earth
- 1995 On Air
- 1996 Book Of Fantasy
- 2002 Zeitlos (Kompilation)